# Ramón Puerta
Federico Ramón Puerta, född 9 september 1951 i Apóstoles, Misiones, är en argentinsk peronistpolitiker och tidigare argentinsk interimspresident.
Då vicepresidenten Carlos Àlvarez avgått år 2000 blev det Ramón Puerta i egenskap av sin roll som senatens ordförande som ersatte presidenten Fernándo de la Rúa efter att denne flytt presidentpalatset i december 2001. Ramón Puerta innehade presidentämbetet i två dagar, 21 december till 23 december 2001, fram till dess att senaten beslutade att Adolfo Rodríguez Saá skulle ta över som landets president.